# Tamara Geva
Tamara Geva (em russo:  Тамара Гева, Жева ou Джева; 17 de março de 1907 — 9 de dezembro de 1997) foi uma atriz russa, bailarina e coreógrafa. Ela foi a primeira esposa do dançarino/coreógrafo George Balanchine. Nasceu em São Petersburgo, Rússia e faleceu em Nova Iorque, Estados Unidos.